# Liste des distinctions de T-ara
Cet article est la liste des récompenses et des nominations de T-ara.
T-ara (coréen : 티아라, japonais : japonais : ティアラ, souvent écrit T-ARA, T♔ARA, ou récemment, TΛRΛ) est un girl group sud-coréen formé en 2009 au label discographique Core Contents Media. Il est composé aujourd'hui de six membres : Qri, Soyeon, Eunjung, Hyomin, Jiyeon et Boram.

## Récompenses et nominations

### Asia Jewelry Awards
| Année | Catégorie     | Travail nommé | Résultat |
| ----- | ------------- | ------------- | -------- |
| 2011  | Diamond Award | T-ara         | Lauréat  |

### Billboard Japan Awards
| Année | Catégorie              | Travail nommé | Résultat |
| ----- | ---------------------- | ------------- | -------- |
| 2012  | Top Pop Artist of 2011 | T-ara         | Lauréat  |

### Cyworld Digital Music Awards
| Année | Catégorie                    | Travail nommé                         | Résultat |
| ----- | ---------------------------- | ------------------------------------- | -------- |
| 2009  | Rookie of the Month - August | "Lies"                                | Lauréat  |
| 2009  | Ting's Choice Artist Award   | "TTL (Time to Love)" (avec Supernova) | Lauréat  |
| 2009  | Ting's Choice Artist Award   | "TTL Listen 2" (avec Supernova)       | Lauréat  |

### Gaon ChartGrand Opening Awards
| Année | Catégorie      | Travail nommé                          | Résultat |
| ----- | -------------- | -------------------------------------- | -------- |
| 2010  | Ringtone Award | "Wonder Woman" (avec SeeYa et Davichi) | Lauréat  |

### Gaon Chart Awards
| Année | Catégorie                    | Travail nommé | Résultat |
| ----- | ---------------------------- | ------------- | -------- |
| 2012  | Singer of the Year (juillet) | "Roly-Poly"   | Lauréat  |
| 2013  | Singer of the Year (janvier) | "Lovey-Dovey" | Lauréat  |

### Golden Disk Awards
| Année | Catégorie           | Travail nommé  | Résultat   |
| ----- | ------------------- | -------------- | ---------- |
| 2009  | Newcomer Award      | T-ara          | Lauréat    |
| 2010  | Disk Bonsang        | Breaking Heart | Nomination |
| 2010  | Popularity Award    | Breaking Heart | Nomination |
| 2012  | Disk Album Award    | Funky Town     | Nomination |
| 2012  | Digital Music Award | "Lovey-Dovey"  | Lauréat    |
| 2012  | Popularity Award    | T-ara          | Nomination |

### GSL Tour Awards
| Année | Catégorie       | Travail nommé | Résultat |
| ----- | --------------- | ------------- | -------- |
| 2011  | Best Girl Group | T-ara         | Lauréat  |

### Korea Cultural & Entertainment Awards
| Année | Catégorie       | Travail nommé | Résultat |
| ----- | --------------- | ------------- | -------- |
| 2012  | Best Idol Group | T-ara         | Lauréat  |

### Melon Music Awards
| Année | Catégorie              | Travail nommé                         | Résultat   |
| ----- | ---------------------- | ------------------------------------- | ---------- |
| 2010  | Bonsang Award (Top 10) | T-ara                                 | Lauréat    |
| 2011  | Bonsang Award          | T-ara                                 | Nomination |
| 2011  | Best Music Video       | "Roly-Poly" (dirigé par Cha Eun Taek) | Lauréat    |
| 2012  | Bonsang Award (Top 10) | T-ara                                 | Lauréat    |

### Mnet Asian Music Awards
| Année | Catégorie                             | Travail nommé                             | Résultat   |
| ----- | ------------------------------------- | ----------------------------------------- | ---------- |
| 2009  | Best New Female Artists               | "Lies"                                    | Nomination |
| 2010  | Best Female Group                     | "Bo Peep Bo Peep"                         | Nomination |
| 2010  | Best Dance Performance – Female Group | "Bo Peep Bo Peep"                         | Nomination |
| 2011  | Best Dance Performance – Female Group | "Roly-Poly"                               | Nomination |
| 2011  | Song of the Year                      | "Roly-Poly"                               | Nomination |
| 2012  | Best Female Group                     | T-ara                                     | Nomination |
| 2012  | Artist of the Year                    | T-ara                                     | Nomination |
| 2012  | Best Collaboration Performances       | Davichi and T-ara – "Uri Saranghaejjanha" | Nomination |

### Mnet 20's Choice Awards
| Année | Catégorie               | Travail nommé | Résultat   |
| ----- | ----------------------- | ------------- | ---------- |
| 2010  | Most Influential Artist | T-ara         | Lauréat    |
| 2011  | Hot Balance Star        | T-ara         | Nomination |
| 2014  | Mnet Show Champion      | T-ara         | Lauréat    |

### MTN Awards
| Année | Catégorie     | Travail nommé | Résultat |
| ----- | ------------- | ------------- | -------- |
| 2011  | Top CF models | T-ara         | Lauréat  |

### SBS MTVBest of the Best Awards
| Année | Catégorie                                           | Travail nommé | Résultat   |
| ----- | --------------------------------------------------- | ------------- | ---------- |
| 2011  | Best Music Video - Best Female                      | T-ara         | Nomination |
| 2011  | Best Live - Global Star                             | T-ara         | Nomination |
| 2011  | Best Live - Girl Group                              | T-ara         | Nomination |
| 2014  | Sohu's China Most Popular K-Pop Artist - Girl Group | T-ara         | Lauréat    |

### Seoul Music Awards
| Année | Catégorie           | Travail nommé | Résultat   |
| ----- | ------------------- | ------------- | ---------- |
| 2010  | Best New Artist     | T-ara         | Lauréat    |
| 2011  | Bonsang Award       | T-ara         | Nomination |
| 2011  | Popularity Award    | T-ara         | Nomination |
| 2012  | Bonsang Award       | T-ara         | Lauréat    |
| 2012  | Digital Music Award | "Roly-Poly"   | Lauréat    |
| 2013  | Bonsang Award       | T-ara         | Nomination |
| 2013  | Popularity Award    | T-ara         | Nomination |

### Yinyuetai V-chart Awards
| Année | Catégorie                            | Travail nommé | Résultat |
| ----- | ------------------------------------ | ------------- | -------- |
| 2015  | Wind Artist Awards Of The Year       | T-ara         | Lauréat  |
| 2015  | Kpop Most Popular Artist Of The Year | T-ara         | Lauréat  |

### Hong Kong Youth Music Awards
| Année | Catégorie  | Travail nommé | Résultat |
| ----- | ---------- | ------------- | -------- |
| 2015  | Asian Idol | T-ara         | Lauréat  |

### Billboard
| Année | Catégorie         | Travail nommé | Résultat |
| ----- | ----------------- | ------------- | -------- |
| 2015  | Fan Army Face-Off | #Queens       | Lauréat  |

### Idols Singing Contest
| Année | Catégorie     | Travail nommé | Résultat |
| ----- | ------------- | ------------- | -------- |
| 2015  | Hangawi Award | T-ara         | Lauréat  |